# 百魔洞
百魔洞是中华人民共和国的一处旅游景点。位于广西壮族自治区巴马县城西北部的坡月村，是一个天然的石灰岩溶洞。该溶洞的平均高度80米，宽70米。洞内最高石笋为39米、直径10米。。